# Det andet køn
Det andet køn, på originalsproget Le Deuxième Sexe, af Simone de Beauvoir, er en af feminismens store klassikere, som udkom i 1949.
Bogen handler om kvindens forskellige roller, hendes udvikling, kvindeundertrykkelse og hvad det indebærer at være kvinde. Fra et historisk perspektiv forklarer de Beauvoir hvordan kvindens rolle som "den anden" er blevet skabt og genskabt gennem tiderne og konstaterer at "man fødes ikke som kvinde, man bliver det".
Simone de Beauvoir hævder at miljøet for piger og drenge hjælper til at forme vore kønsroller. Pigernes fysiologi og kønsorganer tabubelægges, mens drenge opdrages til at være stolte af deres maskulinitet. Senere i opvæksten opmuntres pigen til passivitet, hvad der fører til at hun ikke tør stole på sin egen styrke og ikke tør gøre noget, og slet ikke tør gøre oprør. Heroverfor står drengene, som opmuntres til at lege, til tider også voldsomt, så de hele tiden hævder deres suverænitet over for andre. 